# Lucianovenator
Lucianovenator bonoi
Genre
Genre
Lucianovenator est un genre de dinosaures théropodes de la famille des Coelophysidae ayant vécu au Trias supérieur (Norien-Rhétien), il y a environ 210 à 205 millions d'années. Il n'est représenté que par une seule espèce, Lucianovenator bonoi, décrite, à partir de restes fossiles découverts dans le Nord-Ouest de l'Argentine, par Ricardo N. Martínez (d) & Cecilia Apaldetti (d).

## Étymologie
Le nom du genre Lucianovenator est une combinaison rendant honneur à Don Luciano Leyes, un habitant du village de Balde de Leyes (d), qui, en 2001, a attiré l'attention de Ricardo N. Martínez sur « des os blancs enterrés dans leurs terres », suivi du suffixe latin venator, « chasseur ».
Son nom spécifique, bonoi, lui a été donné en l'honneur de Tulio del Bono, principal responsable du Secretaría de Ciencia, Técnica e Innovación de la province de San Juan, et ce en remerciement de sa forte contribution et de son aide dans le développement des recherches paléontologiques dans cette province.

## Publication originale
- (es + en) Ricardo N. Martínez et Cecilia Apaldetti, « A Late Norian-Rhaetian Coelophysid Neotheropod (Dinosauria, Saurischia) from the Quebrada Del Barro Formation, Northwestern Argentina », Ameghiniana, Asociación Paleontológica Argentina (d), vol. 54, no 5,‎ novembre 2017, p. 488-505 (ISSN 0002-7014 et 1851-8044, OCLC 63173355, DOI 10.5710/AMGH.09.04.2017.3065, lire en ligne).